# 周维
周维（1906年—1970年），原名邹维浚，中国人民解放军将领、中国人民解放军开国少将。

## 生平
1933年参加中国工农红军，1936年加入中国共产党。曾任中国人民解放军军事通信学院院长。1955年，授予中国人民解放军少将。